# Platygavialidium dentifer
Platygavialidium dentifer är en insektsart som först beskrevs av Carl Stål 1877.  Platygavialidium dentifer ingår i släktet Platygavialidium och familjen torngräshoppor. Inga underarter finns listade i Catalogue of Life.